# Javier Jiménez Pérez
Javier D. Jiménez Pérez (San Sebastián, Puerto Rico, 11 de diciembre de 1961) es un contador público y político puertorriqueño, quien sirve como Alcalde de San Sebastián desde el 2005. A pesar de ser parte del Partido Nuevo Progresista durante la mayoría de su carrera política, en 2023 cambió su afiliación al Proyecto Dignidad. Actualmente es candidato a Gobernador de Puerto Rico bajo la insignia del Proyecto Dignidad.

## Primeros años y educación
Nació el 11 de diciembre de 1961 en el barrio Salto en el municipio de San Sebastián como el primogénito de seis hermanos. Hijo de Domingo Jiménez y Evangelina Pérez, cursó sus grados primarios e intermedios en la Segunda Unidad Carmelo Serrano del mismo barrio. Estudió secundaria en la Escuela Superior Manuel Méndez Liciaga.
En 1979 ingresó al Recinto Universitario de Mayagüez de la Universidad de Puerto Rico para estudiar en la Facultad de Administración de Empresas con una concentración en contabilidad. Se graduó en 1983 con altos honores. Revalidó como contador público autorizado a sus 24 años y ejerció la profesión durante 21 años.

## Carrera política
En las elecciones de 1992 fue electo como legislador municipal de San Sebastián y sirvió como Presidente de la Legislatura municipal durante el período de 1993 a 1995. El 10 de marzo de 2002 fue electo Presidente del Partido Nuevo Progresista de San Sebastián y en las elecciones del 2 de noviembre de 2004 es elegido como alcalde. Ha sido reelegido en 2008, 2012, 2016 y 2020.
En el 2005 fue electo como Copresidente de la Junta del Centro de Recaudación de Ingresos Municipales (CRIM), ejerciendo el cargo hasta el año 2008. En el 2009, fue electo Presidente de la Junta de directores del CRIM y sirvió hasta 2012.

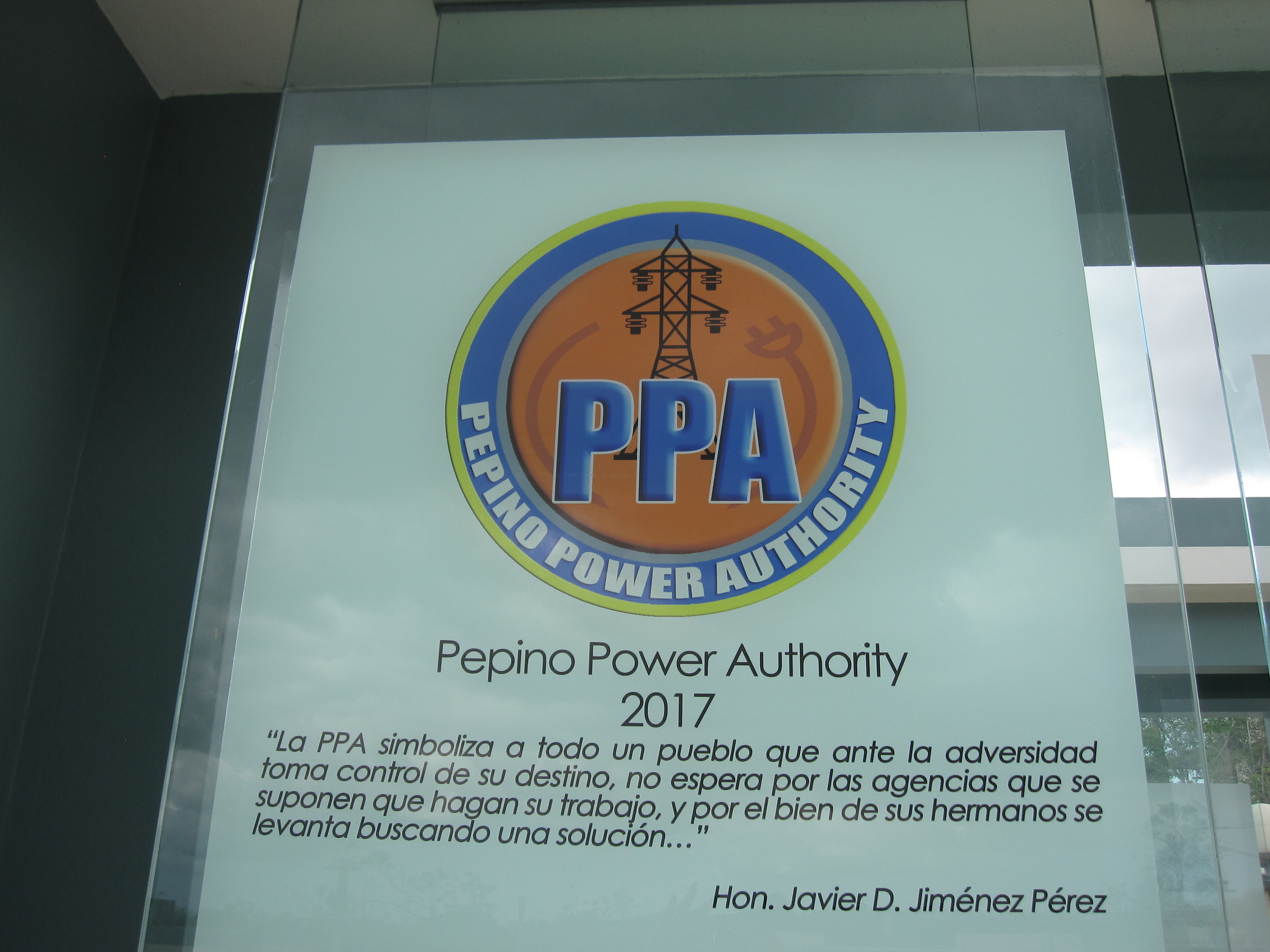
Monumento en honor al Pepino Power Authority.

El 30 de septiembre de 2017, el Huracán María causó varios derrumbes en el municipio de San Sebastián y, al igual que el resto de Puerto Rico, la totalidad del municipio quedó sin servicio de energía eléctrica. Debido a la inactividad de la Autoridad de Energía Eléctrica, dos semanas después del huracán Jiménez inició un programa de voluntariado para reclutar electricistas que ayudaran a restaurar el sistema eléctrico del municipio. En 2 meses el Pepino Power Authority, como fue nombrado el equipo, logró restaurar el servicio eléctrico al 92% de los abonados del municipio. La iniciativa fue galardonada por varias organizaciones.
El 24 de septiembre de 2023, Jiménez anunció su desafiliación del Partido Nuevo Progresista al entender que el partido "ya no cumple con los postulados que le dieron vida en 1967." El 2 de octubre del mismo año Jiménez ingresó al Proyecto Dignidad y el 26 de octubre anunció que sería candidato a la gobernación por el partido. El 27 de enero de 2024 asumió la presidencia de dicha colectividad.

## Vida personal
Se casó en 1991 con Olga Daisy Galarza con quien comparte tres hijos: Valerie, Nicole y Javier. Jiménez fue Anciano Gobernante de la Iglesia Presbiteriana de San Sebastián.

## Historial electoral
| Año  | Cargo                                 | Tipo      | Partido | Partido | Votos  | %     | Posición | Resultado |
| ---- | ------------------------------------- | --------- | ------- | ------- | ------ | ----- | -------- | --------- |
| 1992 | Legislador municipal de San Sebastián | Generales |         | PNP     | 11,487 | 49.7  | 4.º      | Electo    |
| 2004 | Alcalde de San Sebastián              | Generales |         | PNP     | 13,832 | 51.8  | 1.º      | Electo    |
| 2008 | Alcalde de San Sebastián              | Generales |         | PNP     | 15,254 | 59.2  | 1.º      | Reelecto  |
| 2012 | Alcalde de San Sebastián              | Generales |         | PNP     | 13,426 | 54.84 | 1.º      | Reelecto  |
| 2016 | Alcalde de San Sebastián              | Generales |         | PNP     | 13,277 | 67.84 | 1.º      | Reelecto  |
| 2020 | Alcalde de San Sebastián              | Generales |         | PNP     | 10,995 | 72.71 | 1.º      | Reelecto  |
| 2024 | Gobernador                            | Generales |         | PD      | 73,613 | 6.63% | 4.º      | Electo    |